# André-Hubert Roussel

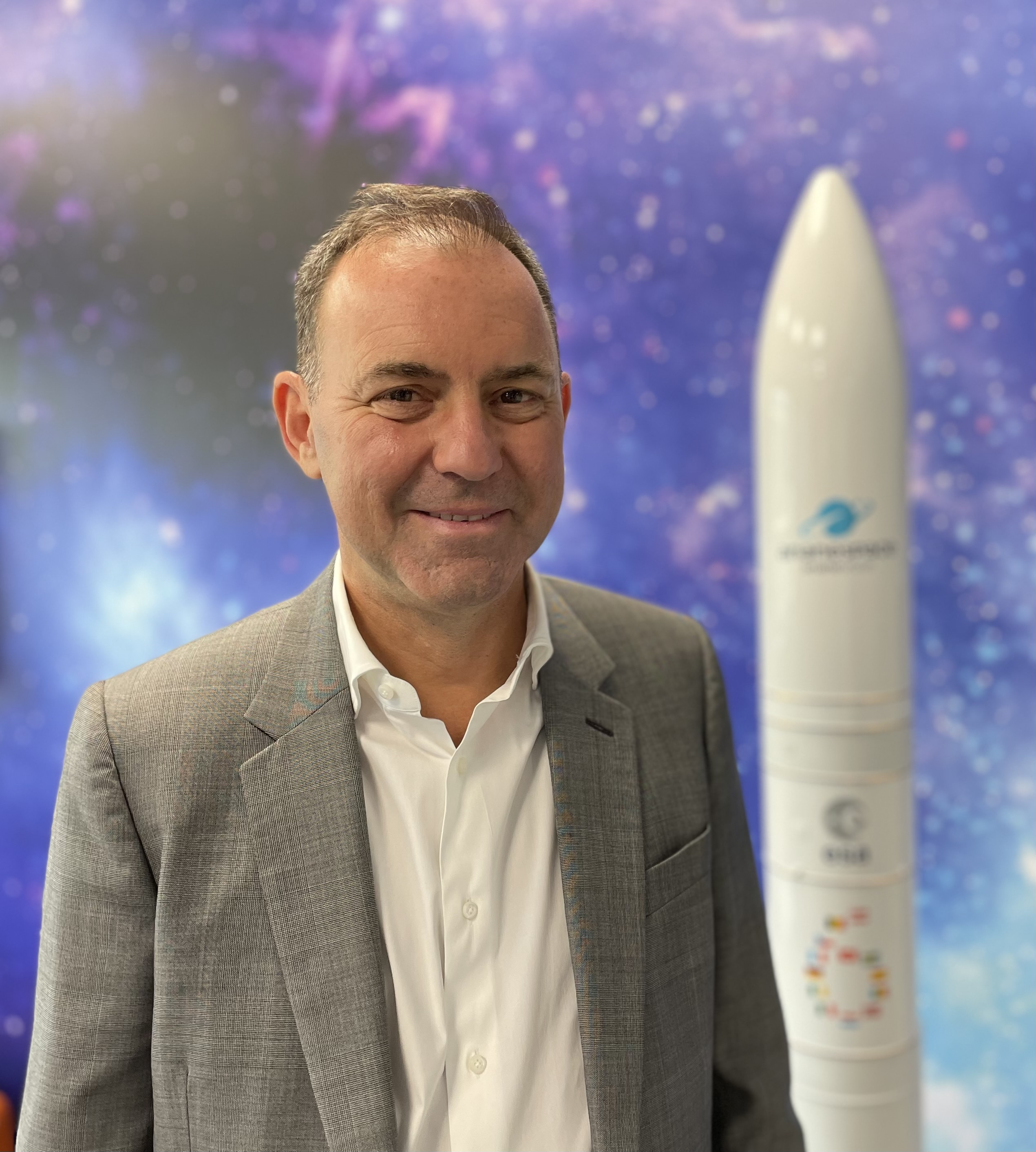
André-Hubert Roussel vor einer Ariane-6-Rakete

André-Hubert Roussel (geboren am 2. Oktober 1965) ist ein französischer Ingenieur und Manager sowie CEO der ArianeGroup und Präsident von Eurospace.

## Werdegang
André-Hubert Roussel erwarb an der École Polytechnique und der École Nationale Supérieure des Télécommunications einen Abschluss als Ingenieur.
Ab 1990 verfolgte Roussel in nationalem und internationalem Kontext eine berufliche Laufbahn in den Bereichen Unternehmenskommunikation, Beratung und Entwicklung. Bei Matra Communication baute er die Abteilung Produktmanagement und Marketing auf und leitete nach dem Verkauf des Unternehmens an die European Aeronautic Defence and Space (EADS) im Jahr 2000 nacheinander die neu gegründeten Geschäftsbereiche EADS Telecom, EADS Defence and Communication sowie schließlich Professioneller Mobilfunk.
Ab 2004 übernahm Roussel bei EADS eine neue Aufgabe im Bereich großer Verteidigungs- und Sicherheitssysteme. 2009 wechselte er zu EADS Space und wurde Head of Operations von Astrium Space Transportation, dem Hauptauftragnehmer für Ariane-Trägerraketen und französische nukleare Abschreckung.
Ab 2014 zeichnete Roussel bei Airbus für die Trägerraketenprogramme verantwortlich und war dort maßgeblich beim Start des Ariane-6-Programms und bei der Gründung des Joint Ventures ArianeGroup beteiligt. Von 2016 an war Roussel Head of Operations von Airbus Defence and Space und Mitglied des Executive Committee. Seit Juli 2018 gehört er dem Verwaltungsrat der ArianeGroup an.
Als Nachfolger von Alain Charmeau, dem Gründer der ArianeGroup, wurde Roussel im Januar 2019 Chief Executive Officer (CEO) der ArianeGroup, welche Hauptauftragnehmer für Ariane 5 und Ariane 6 ist.
2020 trat Roussel die Nachfolge von Jean-Loïc Galle an und wurde Präsident von Eurospace, dem Berufsverband der Raumfahrtindustrie, der 90 Prozent der europäischen Raumfahrtunternehmen vertritt und der für den Raumfahrtbereich zuständige Zweig des Verbands AeroSpace and Defence Industries Association of Europe (ASD) ist.